# ورزشگاه فریتز والتر

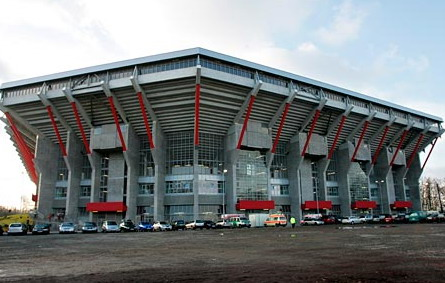

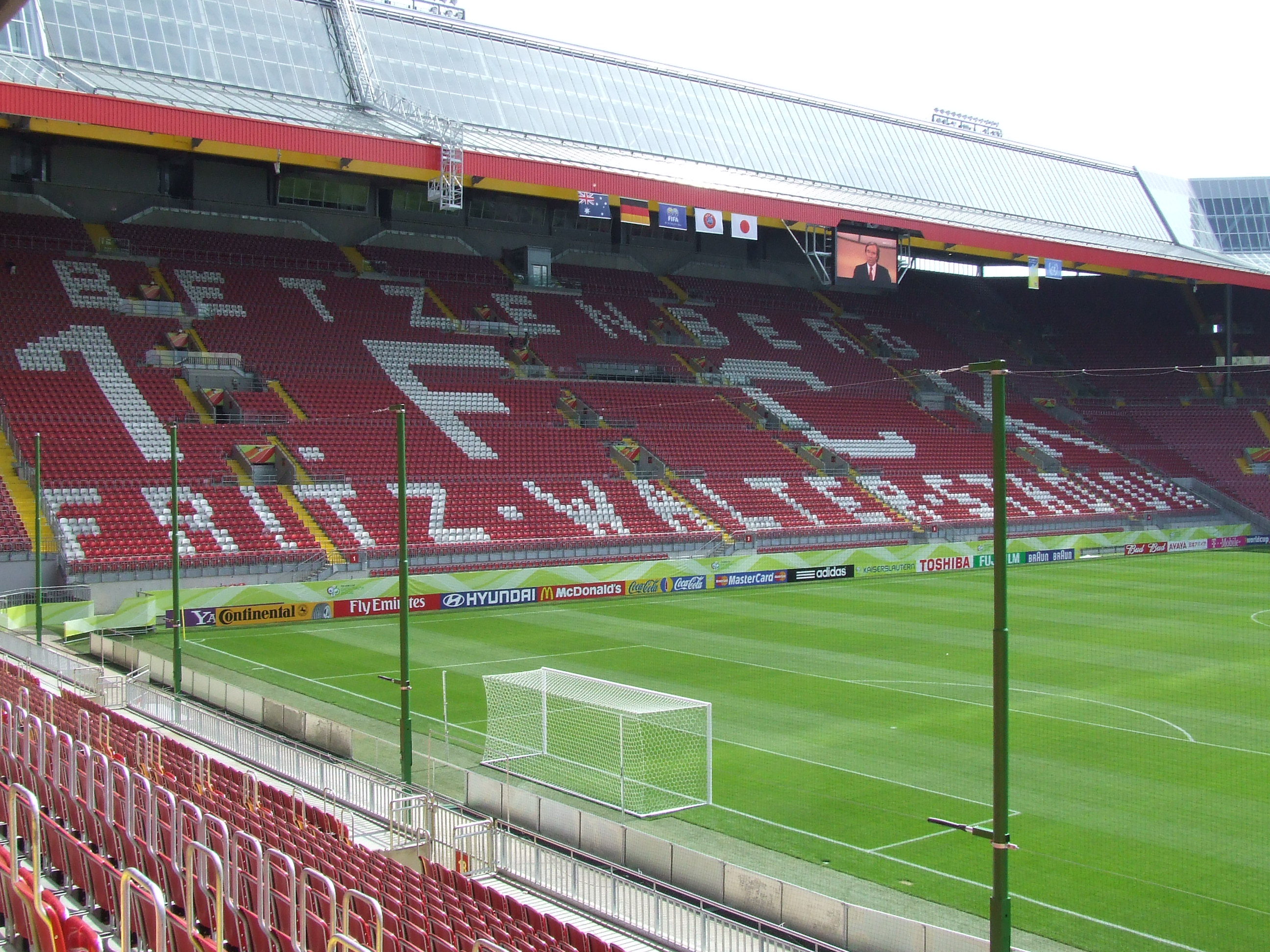

ورزشگاه فریتز والتر ورزشگاه رسمی تیم اف سی کایزرسلاترن در شهر کایزرسلاترن است. این در ضمن یکی از ورزشگاه‌هایی بود که در جام جهانی ۲۰۰۶ مورد استفاده قرار گرفت.
این‌جا را به افتخار فریتس والتر، کاپیتان آلمان غربی به هنگام فتح جام جهانی ۱۹۵۴، نام‌گذاری کرده‌اند. والتر در تمام طول حرفهٔ خود در کایزرسلاترن بازی می‌کرد. به علت قرار گرفتن روی تپهٔ بتزبنرگ، این ورزشگاه را «بتزه» نیز می‌نامند. ورزشگاه در ۱۹۲۰ افتتاح شد.

## جام جهانی ۲۰۰۶

### بازسازی
مرمت‌های این ورزشگاه برای جام جهانی ۲۰۰۶ از سال ۲۰۰۲ آغاز شد. پیش از آن ظرفیت این ورزشگاه حدود چهل هزار نفر بود که نیمی از آن نیز ظرفیت تماشاگران ایستاده بود. پس از بازسازی ظرفیت به نزدیک پنجاه هزار نفر (با حدود ۱۶ هزار نفر ایستاده) ارتقا یافت. هزینهٔ بازسازی حدود ۸۰ میلیون یورو بود.
ایستگاه قطاری نیز به مناسبت جام در نزدیکی ورزشگاه افتتاح شد.

### بازی‌ها
این ورزشگاه میزبان چهار بازی گروهی (یک بازی از هر گروه دو، پنج، شش، هشت) بود. در مرحلهٔ یک هشتم نهایی بازی جنجالی ایتالیا و استرالیا که با یک پنالتی در آخرین دقایق به پیروزی ۱-۰ ایتالیا انجامید، این‌جا برگزار شد.

## نگارخانه

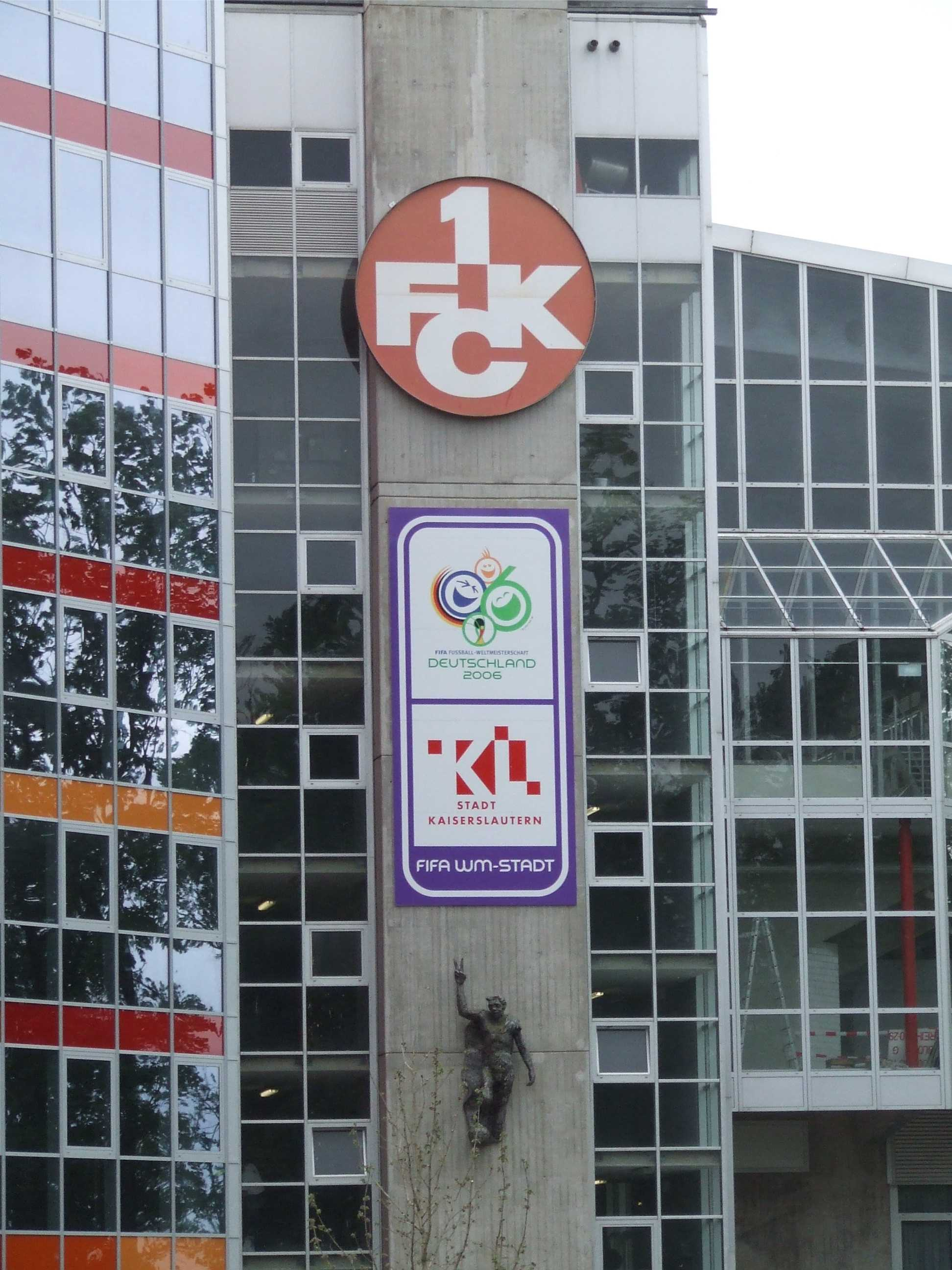
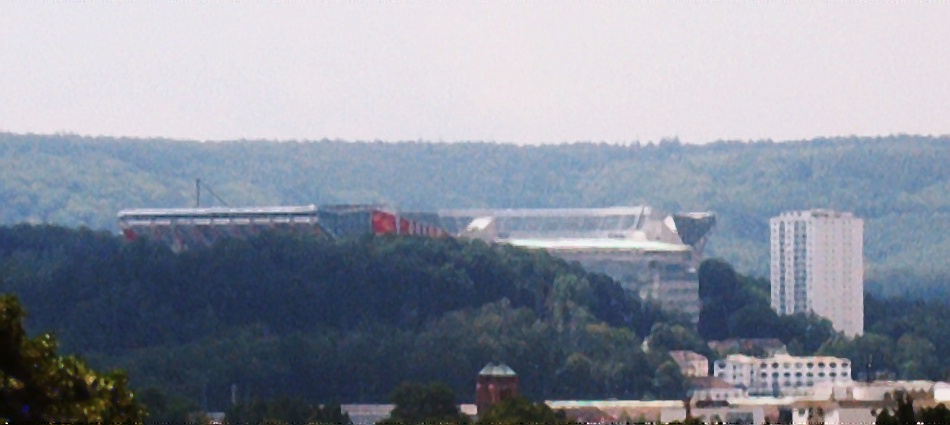
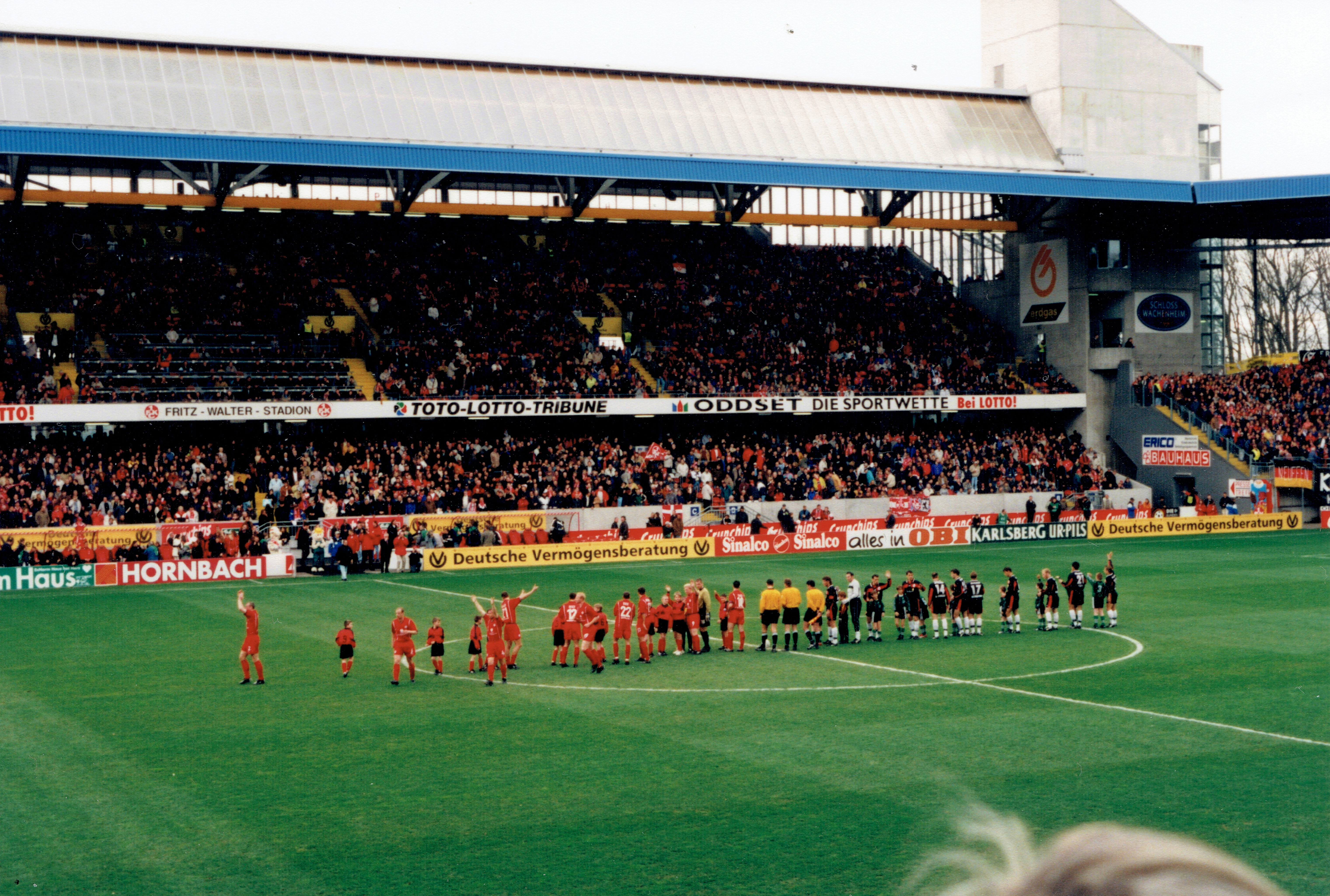
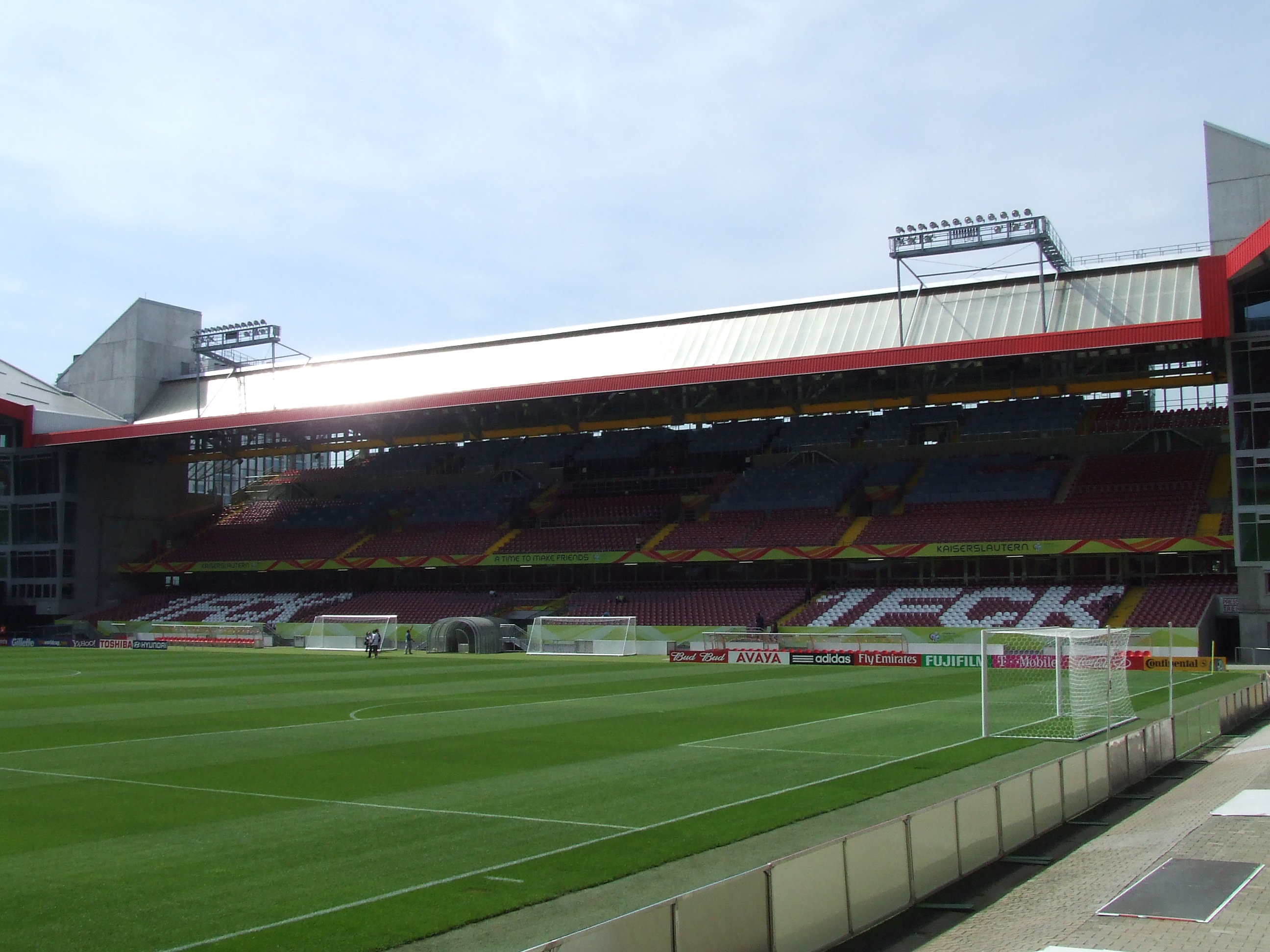
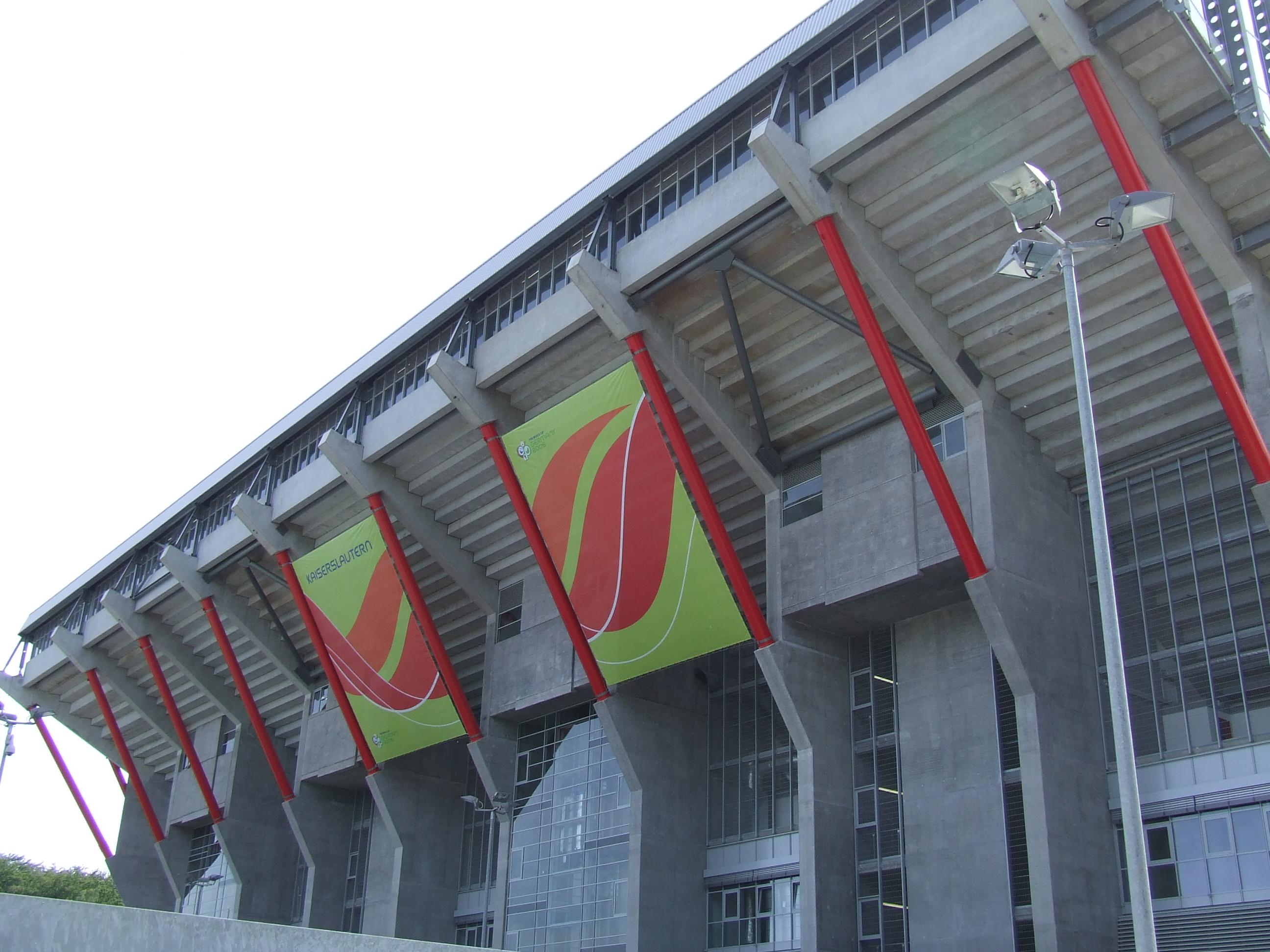
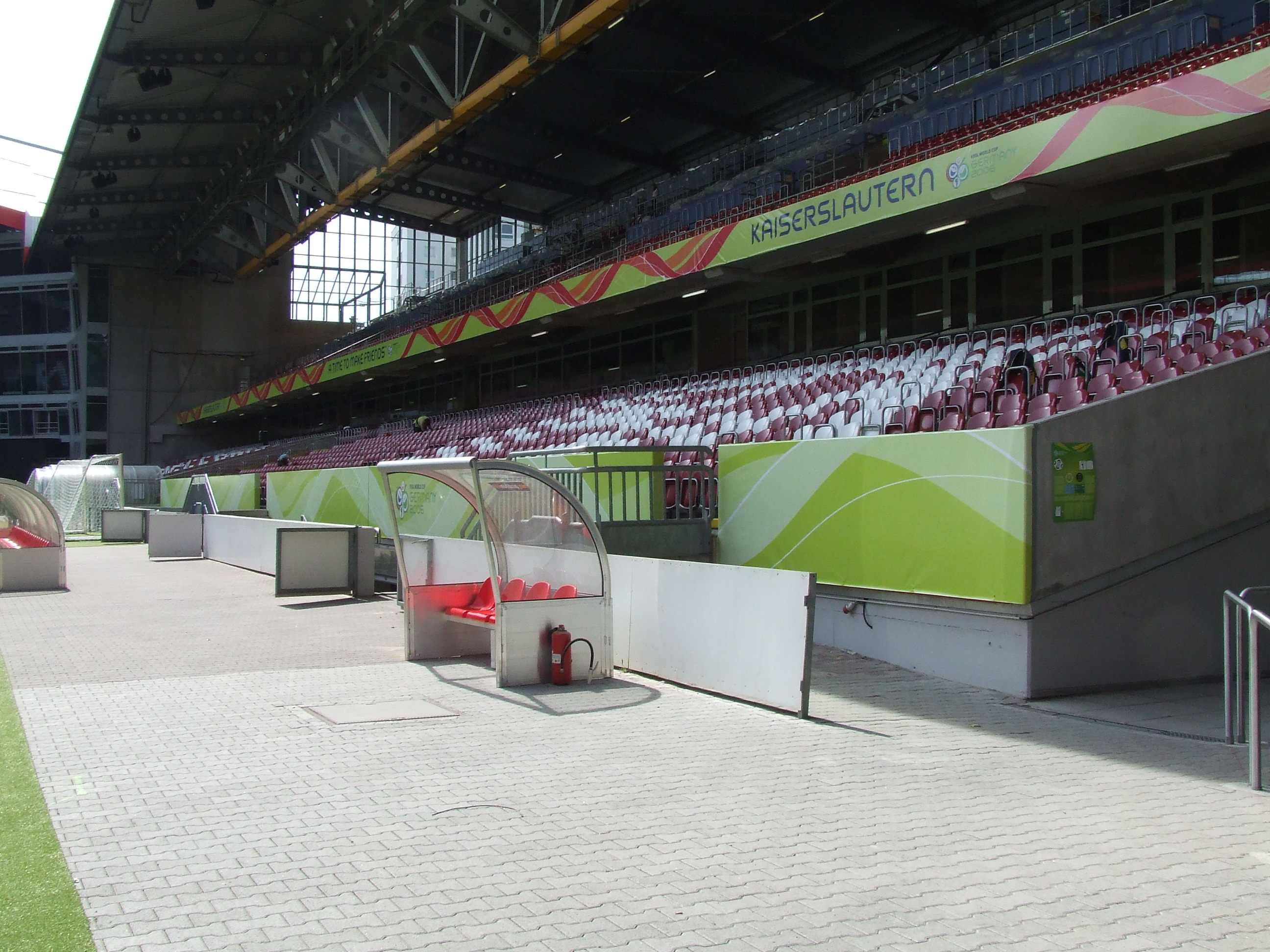
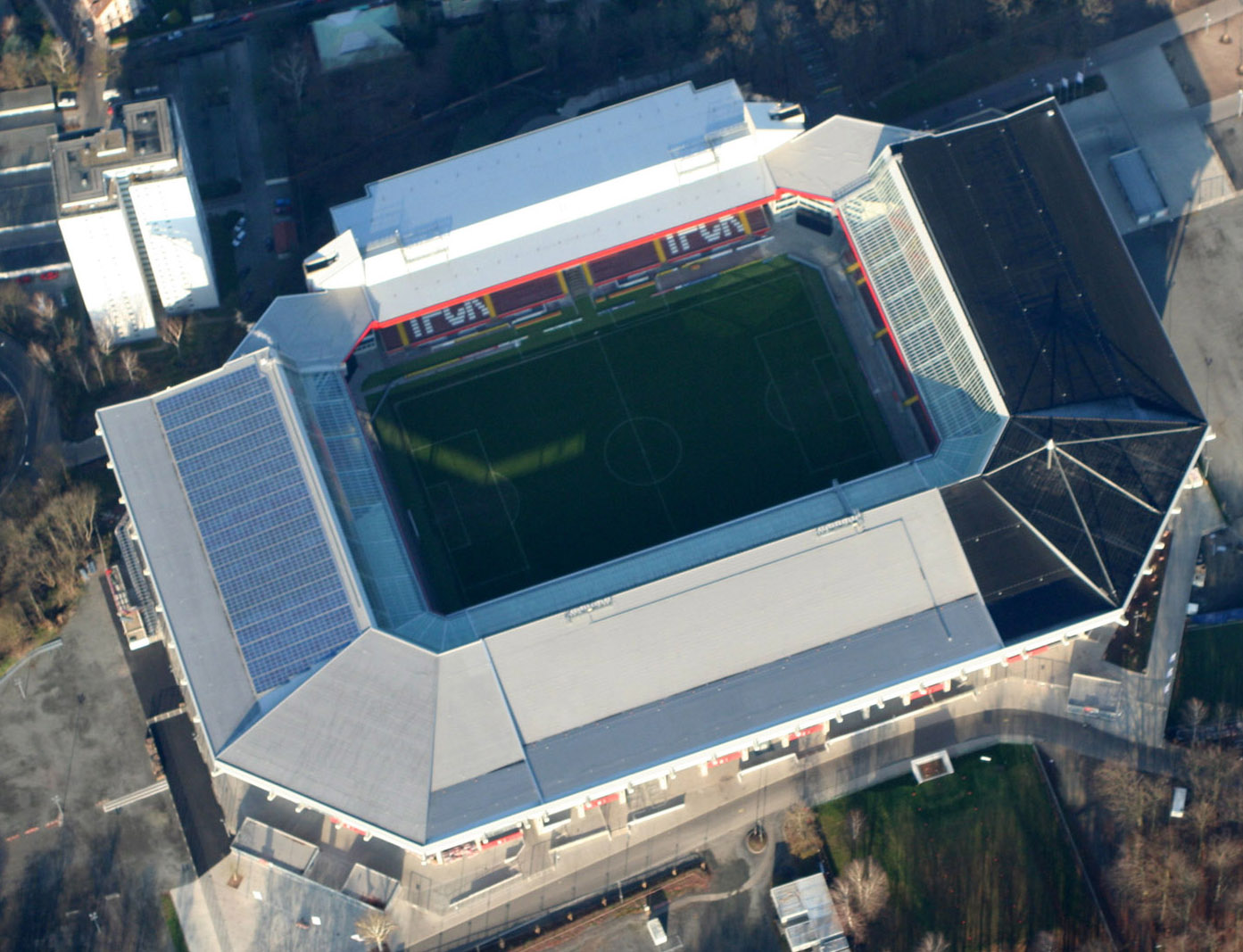
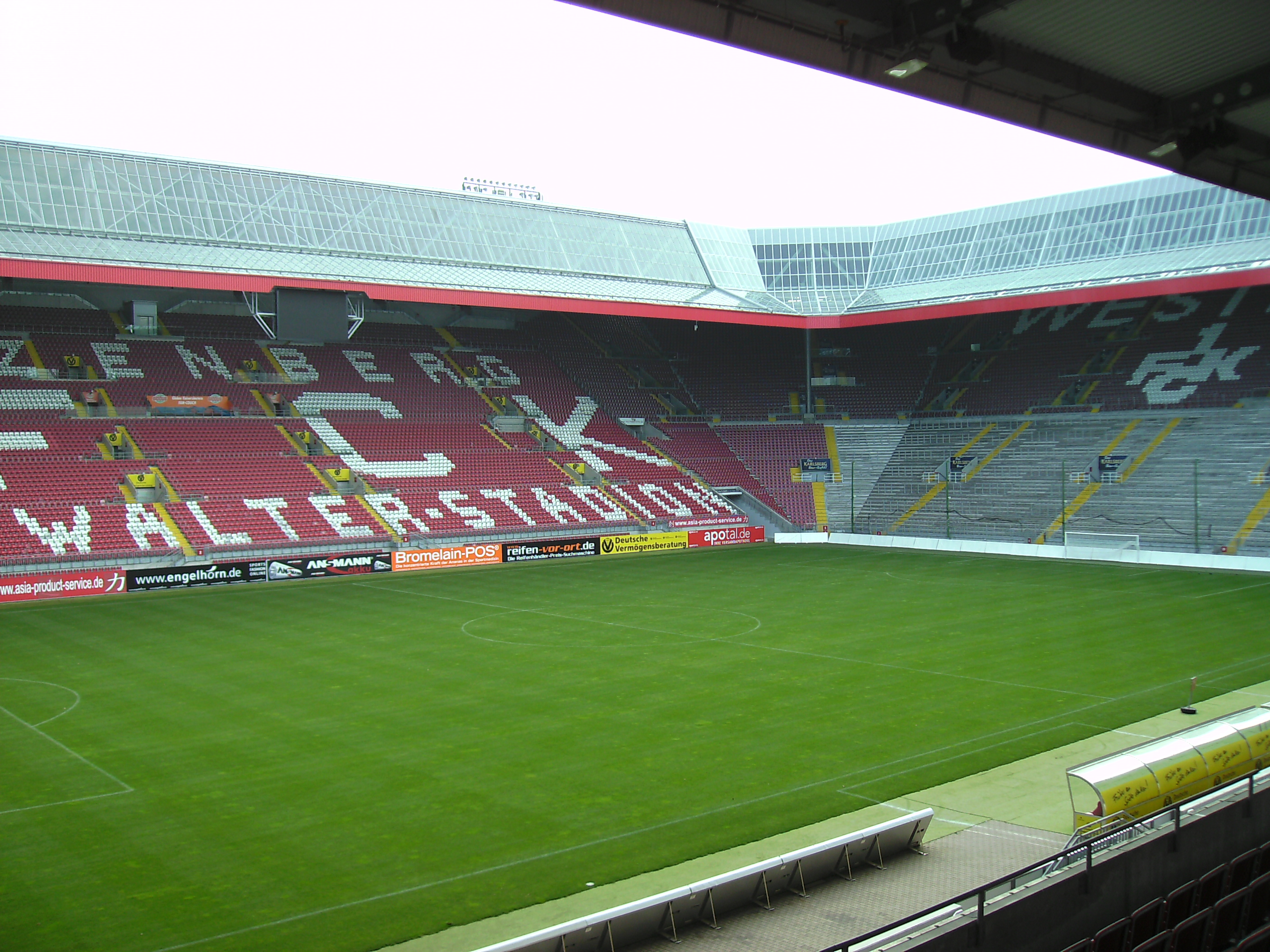